# العلاقات الأردنية الهايتية
العلاقات الأردنية الهايتية هي العلاقات الثنائية التي تجمع بين الأردن وهايتي.

## مقارنة بين البلدين
هذه مقارنة عامة ومرجعية للدولتين:
| وجه المقارنة                                              | الأردن                   | هايتي                                |
| --------------------------------------------------------- | ------------------------ | ------------------------------------ |
| المساحة (كم2)                                             | 89.34 ألف                | 27.75 ألف                            |
| عدد السكان (نسمة)                                         | 9.81 مليون               | 10.98 مليون                          |
| الكثافة السكانية (ن./كم²)                                 | 109.81                   | 395.68                               |
| العاصمة                                                   | عمان                     | بورت أو برانس                        |
| اللغة الرسمية                                             | اللغة العربية            | لغة فرنسية، اللغة الكريولية الهايتية |
| العملة                                                    | دينار أردني              | جوردة هايتية                         |
| الناتج المحلي الإجمالي (بليون دولار)                      | 40.07 مليار              | 8.41 مليار                           |
| الناتج المحلي الإجمالي (تعادل القوة الشرائية) بليون دولار | 82.80 مليار              | 18.82 مليار                          |
| الناتج المحلي الإجمالي الاسمي للفرد دولار أمريكي          | 4.94 ألف                 | 818                                  |
| الناتج المحلي الإجمالي للفرد دولار أمريكي                 | 12.05 ألف                | 1.73 ألف                             |
| مؤشر التنمية البشرية                                      | 0.748                    | 0.483                                |
| رمز المكالمات الدولي                                      | +962                     | +509                                 |
| رمز الإنترنت                                              | .jo                      | .ht                                  |
| المنطقة الزمنية                                           | ت ع م+02:00، ت ع م+03:00 | 00                                   |

## منظمات دولية مشتركة
يشترك البلدان في عضوية مجموعة من المنظمات الدولية، منها:
| علم المنظمة | اسم المنظمة                               | تاريخ انضمام الأردن | تاريخ انضمام هايتي |
| ----------- | ----------------------------------------- | ------------------- | ------------------ |
|             | منظمة الشرطة الجنائية الدولية             | ?                   | ?                  |
|             | منظمة التجارة العالمية                    | ?                   | ?                  |
|             | البنك الدولي للإنشاء والتعمير             | 29 أغسطس 1952       | 8 سبتمبر 1953      |
|             | منظمة حظر الأسلحة الكيميائية              | ?                   | ?                  |
|             | مؤسسة التنمية الدولية                     | 4 أكتوبر 1960       | 13 يونيو 1961      |
|             | الأمم المتحدة                             | 14 ديسمبر 1955      | 24 أكتوبر 1945     |
|             | يونسكو                                    | 14 يونيو 1950       | 18 نوفمبر 1946     |
|             | الاتحاد البريدي العالمي                   | ?                   | ?                  |
|             | المركز الدولي لتسوية المنازعات الاستشارية | 29 نوفمبر 1972      | 26 نوفمبر 2009     |
|             | مؤسسة التمويل الدولية                     | 20 يوليو 1956       | 20 يوليو 1956      |
|             | الاتحاد الدولي للاتصالات                  | 20 مايو 1947        | 10 أكتوبر 1927     |
|             | وكالة ضمان الاستثمار متعدد الأطراف        | 12 أبريل 1988       | 11 ديسمبر 1996     |

## وصلات خارجية
- موقع وزارة الخارجية الأردنية
- موقع وزارة الخارجية الهايتية